# Крокотки-Яловицькі
Крокотки-Яловицькі (Кропотки-Яловицькі) — князівський рід, що походив зі смоленської гілки Рюриковичів.
У 2-й половині 15 ст. князь Іван Дмитрович Кропотка отримав від короля польського і великого князя литовського Казимира IV Ягеллончика привілей на села Яловичі, Ворсин, Чекня та Котелів у Луцькому повіті Волинської землі, які перед тим тримала «княгиня Свидригайлова». Від назви першого з цих сіл нащадки князя почали йменуватися Яловицькими, а вже їхні наступники додали до родового прізвища приставку («придомок») — Кропотки (Крокотки).
Син Івана Дмитровича — Василь Іванович К.-Я. (р. н. невід. — п. після 1534), згідно з описом війська Великого князівства Литовського 1528, мав виставляти зі своїх володінь на воєнну потребу 2 вершників (це повідомлення свідчить про те, що в нього було на той час 48 димів підданих; у порівнянні з числом підданих, приписаних до маєтків ін. представників князівських родів, осілих на Волині, це досить небагато). Синами Василя К.-Я. і його дружини Овдоті Олехнівни Козинської були князі Яків Васильович та Трохим Васильович. Після смерті 1564 старшого з братів — Якова — рід К.-Я. «по мечу» вигас, а всі родові володіння успадкували його зяті кн. Михайло Ружинський, Дмитро Долматович-Ісайковський, Василь Привередовський, Григорій Данилевич Слуцький (родоначальник Чеконських) та Степан Русинович-Берестецький.
Відомою волинською панською фамілією були Яловицькі (Єловицькі), які мали ін.князівське, походження, ніж представники князівського роду Крокоток-Яловицьких.